# Iguanura sanderiana
Iguanura sanderiana är en enhjärtbladig växtart som beskrevs av Henry Nicholas Ridley. Iguanura sanderiana ingår i släktet Iguanura och familjen Arecaceae. Inga underarter finns listade i Catalogue of Life.